# Stories (Band)
Stories war eine aus New York stammende, kurzlebige Rock-Popband während der ersten Hälfte der 1970er-Jahre.

## Bandgeschichte
Ian Lloyd (Sänger und Bassist) und Michael Brown (Keyboards) lernten sich über ihre miteinander befreundeten Väter kennen. Brown war 1966/1967 mit der Gruppe The Left Banke (Walk Away Renee, Pretty Ballerina) bereits erfolgreich gewesen. 1972 beschlossen sie, eine Band zu gründen und spielten mit Steve Love (Gitarre) und Bryan Madey (Schlagzeug) ihr Debütalbum Stories ein, das auf Kama Sutra Records erschien. Die erste Single I’m Coming Home war ein kleiner Hitparadenerfolg.
Nach der Fertigstellung des von Eddie Kramer produzierten zweiten Albums About Us 1973 verließ Brown, der die meisten der bisherigen Titel zusammen mit Lloyd geschrieben hatte, die Band, um sich anderen Projekten zuzuwenden. Die verbliebenen Musiker fanden sich unterdessen ebenfalls in anderer Mission im Studio ein, um eine Demoaufnahme des Hot Chocolate Titels Brother Louie einzuspielen. Obwohl zunächst für ein anderes Projekt des ebenfalls bei Kama Sutra arbeitenden Künstlers Exuma bestimmt, wurde Brother Louie schließlich mit Lloyd als Sänger und Kenny Aaronson am Bass unter dem Bandnamen Stories als Single veröffentlicht. Produziert hatten die Aufnahme Kenny Kerner und Richie Wise. Der mit Funkrhythmus und Soul interpretierte R&B-Song passte stilistisch kaum zum bisherigen durch Michael Browns Einfluss keyboardlastigen Repertoire der Band.
Ironischerweise entwickelte sich dieses für die Band untypische Lied im Sommer 1973 in den US-Billboard-Charts zum Nummer-eins-Hit und erreichte zudem Goldstatus. Vom Erfolg der Single beflügelt, kam auch das letzte Album als Neupressung mit Brother Louie als 13. Titel bis auf Rang 29 in den LP-Charts. In Deutschland verfehlte Brother Louie knapp den Einzug in die Top-40 der Singlehitparade.
Brother Louie, geschrieben von Errol Brown und Tony Wilson, handelt von der gemischt-ethnischen Liebesbeziehung zwischen einer namentlich nicht genannten schwarzen Frau und dem weißen Mann Louie („She was black as the night, Louie was whiter than white“) und der rassistisch motivierten Diskriminierung dieser Beziehung in beiden Familien des Paares. Während im Original von Hot Chocolate, das im Frühjahr 1973 in Großbritannien ein Top-Ten-Hit war, in Instrumentalpassagen die Väter der beiden mit abfälligen, von Alexis Korner gesprochenen Äußerungen über den jeweils unerwünschten Partner der Tochter/des Sohnes zu hören sind („... I don't want no honky in my family.../ ... get it, no spook in my family...“), beschränkt sich die Stories-Version auf Andeutungen in der zweiten Strophe („... ain't no diff'rence if you're black or white, brothers, you know what I mean“).
Nach der LP Traveling Underground (1973) verließ auch Ian Lloyd die Band. Bassist Kenny Aaronson und Keyboarder Ken Bichel komplettierten die Band, ehe auch Steve Love ausstieg und von Richie Ranno ersetzt wurde. Weitere Singles konnten sich innerhalb der Top-40 nicht mehr platzieren, obwohl sie, angetrieben von ihrer Plattenfirma, mit Titeln wie Mammy Blue (zwei Jahre zuvor als Mamy Blue bekannt in der Version der Pop Tops) versuchten, das Erfolgsmuster ihres großen Hits zu wiederholen. Nach der letzten Single Another Love 1974 löste sich die Band schließlich auf.

## Diskografie

### Studioalben
| Jahr | Titel    | Höchstplatzierung, Gesamtwochen, AuszeichnungChartplatzierungen (Jahr, Titel, Platzierungen, Wochen, Auszeichnungen, Anmerkungen) | Höchstplatzierung, Gesamtwochen, AuszeichnungChartplatzierungen (Jahr, Titel, Platzierungen, Wochen, Auszeichnungen, Anmerkungen) | Höchstplatzierung, Gesamtwochen, AuszeichnungChartplatzierungen (Jahr, Titel, Platzierungen, Wochen, Auszeichnungen, Anmerkungen) | Höchstplatzierung, Gesamtwochen, AuszeichnungChartplatzierungen (Jahr, Titel, Platzierungen, Wochen, Auszeichnungen, Anmerkungen) | Höchstplatzierung, Gesamtwochen, AuszeichnungChartplatzierungen (Jahr, Titel, Platzierungen, Wochen, Auszeichnungen, Anmerkungen) | Anmerkungen                |
| Jahr | Titel    | DE | AT | CH | UK | US | Anmerkungen                |
| ---- | -------- | --- | --- | --- | --- | --- | -------------------------- |
| 1972 | Stories  | — | — | — | — | US182 (9 Wo.)US | Erstveröffentlichung: 1972 |
| 1973 | About Us | — | — | — | — | US29 (19 Wo.)US | Erstveröffentlichung: 1973 |

grau schraffiert: keine Chartdaten aus diesem Jahr verfügbar
Weitere Veröffentlichungen
- 1973: Traveling Underground
- 2007: Stories / About Us

### Singles
| Jahr | Titel Album                                   | Höchstplatzierung, Gesamtwochen, AuszeichnungChartplatzierungen (Jahr, Titel, Album, Platzierungen, Wochen, Auszeichnungen, Anmerkungen) | Höchstplatzierung, Gesamtwochen, AuszeichnungChartplatzierungen (Jahr, Titel, Album, Platzierungen, Wochen, Auszeichnungen, Anmerkungen) | Höchstplatzierung, Gesamtwochen, AuszeichnungChartplatzierungen (Jahr, Titel, Album, Platzierungen, Wochen, Auszeichnungen, Anmerkungen) | Höchstplatzierung, Gesamtwochen, AuszeichnungChartplatzierungen (Jahr, Titel, Album, Platzierungen, Wochen, Auszeichnungen, Anmerkungen) | Höchstplatzierung, Gesamtwochen, AuszeichnungChartplatzierungen (Jahr, Titel, Album, Platzierungen, Wochen, Auszeichnungen, Anmerkungen) | Anmerkungen                        |
| Jahr | Titel Album                                   | DE | AT | CH | UK | US | Anmerkungen                        |
| ---- | --------------------------------------------- | --- | --- | --- | --- | --- | ---------------------------------- |
| 1972 | I’m Coming Home Stories                       | — | — | — | — | US42 (12 Wo.)US | Erstveröffentlichung: Juni 1972    |
| 1973 | Brother Louie About Us                        | DE41 (4 Wo.)DE | — | — | — | US1 Gold · (18 Wo.)US | Erstveröffentlichung: Juni 1973    |
| 1973 | Mammy Blue Traveling Underground              | — | — | — | — | US50 (8 Wo.)US | Erstveröffentlichung: Oktober 1973 |
| 1974 | If It Feels Good, Do It Traveling Underground | — | — | — | — | US88 (5 Wo.)US | Erstveröffentlichung: März 1974    |

grau schraffiert: keine Chartdaten aus diesem Jahr verfügbar
Weitere Singles
- 1972: You Told Me
- 1972: Top of the City / Step Back
- 1973: Darling / Take Cover
- 1973: Love Is in Motion / Changes Have Begun
- 1973: What Comes After?
- 1973: Traveling Underground
- 1974: Circles
- 1974: Another Love / Love Is in Motion